# Jan Eggens (burgemeester)
Jan Lukas Eggens (Groningen, 21 februari 1943 – Ommen, 30 juni 2015) was een Nederlands politicus van het CDA.
Zijn ouders hadden een boerenbedrijf in de Drentse plaats Annen. Zelf heeft hij gestudeerd aan de hogere landbouwschool in Leeuwarden en de praktijkschool in Oenkerk. Na zijn opleiding ging Eggens werken als voorlichter bij de Christelijke Boeren- en Tuindersbond (CBTB) in Zwolle. In 1972 werd hij daar hoofd van de sociaal-economische voorlichting. Daarnaast was hij ook actief in de lokale politiek. Eerst als gemeenteraadslid in Dalfsen en rond 1982 werd hij daar wethouder. In 1993 volgde zijn benoeming tot burgemeester van Gramsbergen en van 1996 tot zijn vervroegde pensionering in september 2004 was hij de burgemeester van Dantumadeel. In die laatste functie kreeg Eggens in 1999 te maken met de moord op Marianne Vaatstra.
Midden 2015 overleed hij op 72-jarige leeftijd.
- International Standard Name Identifier: 0000 0003 8741 7943
- Nederlandse Thesaurus van Auteursnamen: 26732085X
- Virtual International Authority File: 280399997
- WorldCat: E39PBJk4GFTPHtC4kMB6mfqxXd